# Albanesi in Italia

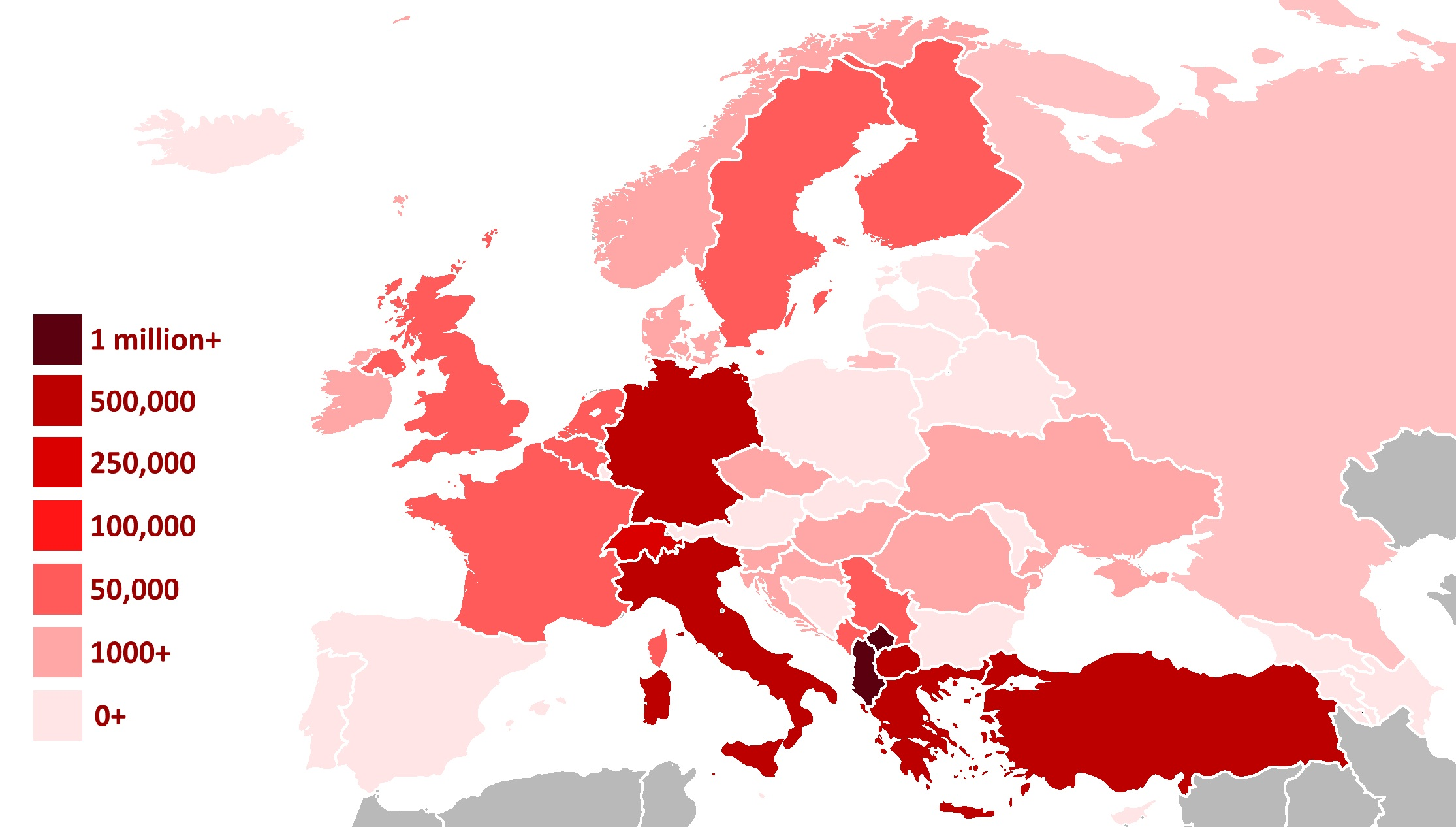
Distribuzione degli albanesi in Europa

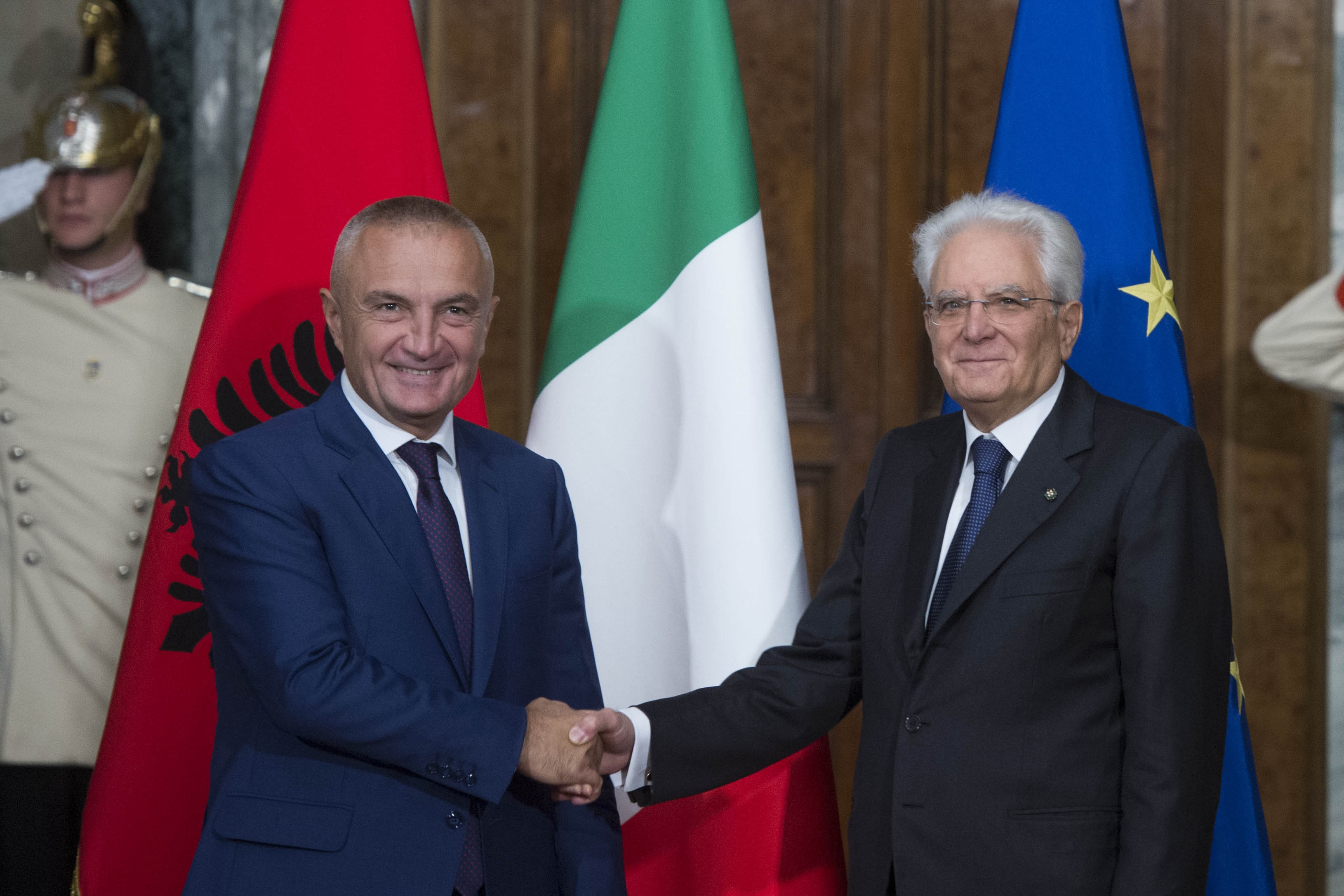
Il presidente d'Albania Ilir Meta e quello d'Italia Sergio Mattarella e al Quirinale (2017)

L'immigrazione albanese in Italia (diaspora shqiptare në Itali in albanese) è un fenomeno migratorio che ha interessato l'Italia in modo particolare a partire dalla caduta della Repubblica Popolare Socialista d'Albania nel 1991.
In Italia è presente a Roma l'ambasciata albanese, mentre si trovano otto consolati nel resto del Paese: due generali (a Bari e a Milano) e consolati onorari in diverse città italiane (ad Ancona, Firenze, Genova, Padova, Pistoia, Torino, già a Palermo).

## Statistiche
Secondo i dati Istat la popolazione albanese in Italia al 31 dicembre 2019 è di 421 591 unità (8,37% della popolazione straniera), facendone la seconda comunità straniera in Italia dopo quella rumena. Gli albanesi costituiscono quindi oggi la seconda comunità più numerosa d'Italia, dopo esser stata per anni la più numerosa (prima dell'arrivo della comunità rumena).
Molti degli albanesi residenti da decenni in Italia hanno recentemente ottenuto la cittadinanza italiana e, pur mantenendo il doppio passaporto, sono naturalizzati italiani. Dal 2013, infatti, c'è un calo della presenza albanese in Italia, dovuto alle numerose acquisizioni della cittadinanza italiana.
Nel 2020 l'8,5% dei cittadini albanesi è regolarmente soggiornante in Italia. Secondo le stime Istat, fonte del 2021, durante questi trenta anni di emigrazione albanese (dal 1991) ci sono state 230 000 acquisizioni di cittadinanza italiana da parte degli albanesi. La collettività albanese in Italia è fra le più integrate nel tessuto socio-economico italiano.

## Demografia
Popolazione residente in Italia proveniente dall'Albania al 1º gennaio 2018. Dati ISTAT.

## Storia

### Storica presenza albanese in Italia

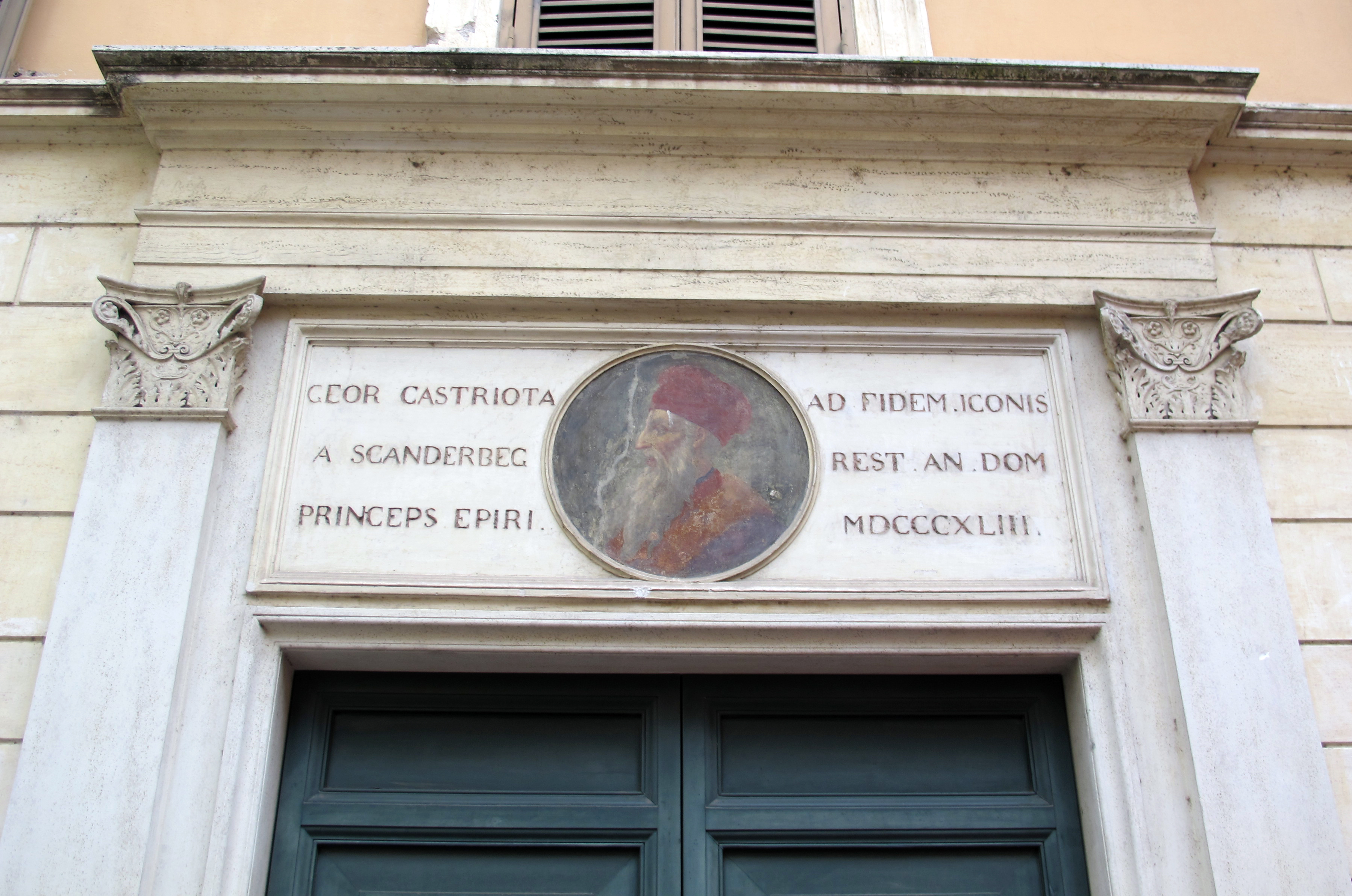
Ingresso di Palazzo Scanderbeg a Roma

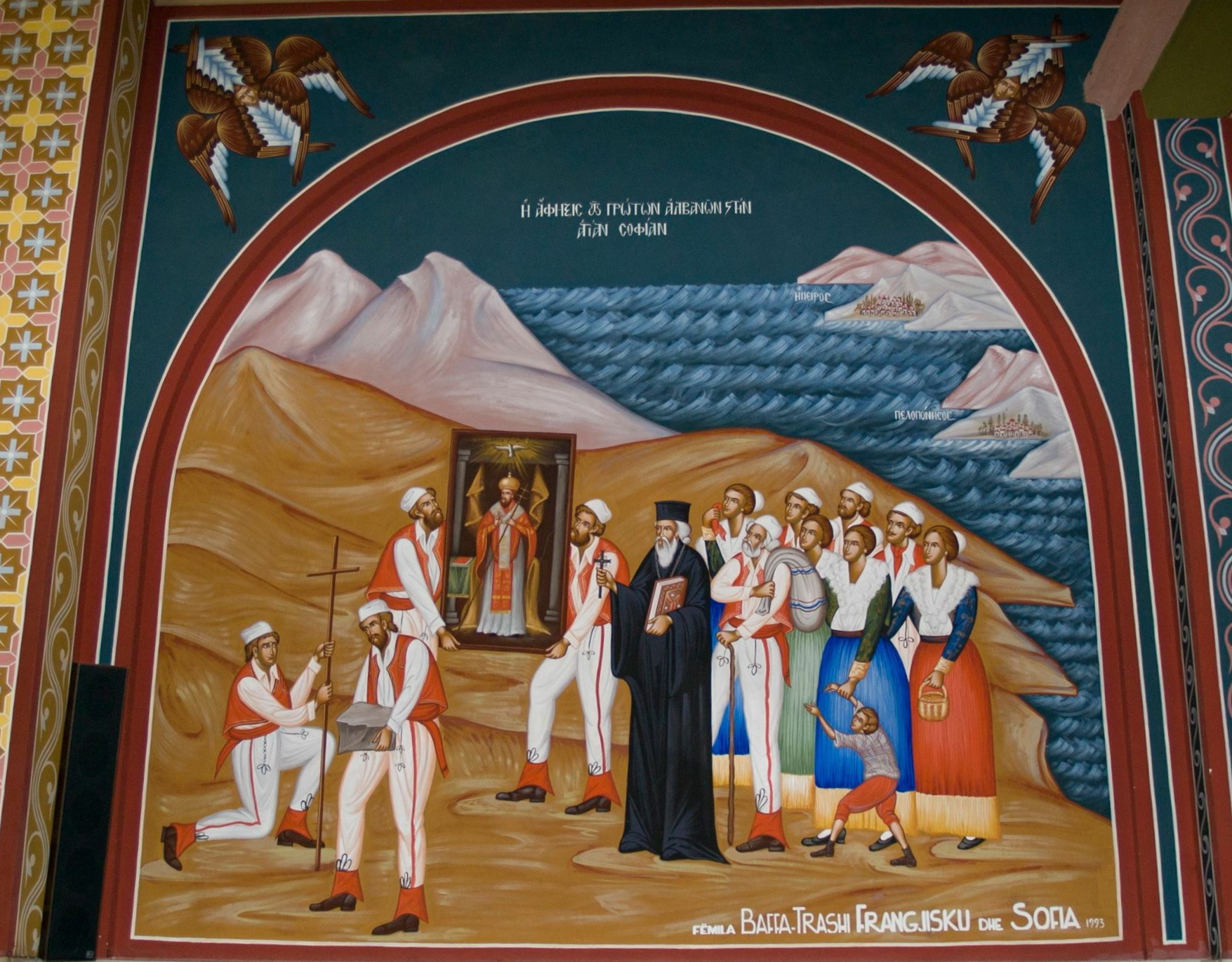
Esuli albanesi, chiesa di Sant'Atanasio il Grande a Santa Sofia d'Epiro (CS)

La presenza albanese in Italia è plurisecolare, caratterizzata dalla storica minoranza albanese d'Italia (arbëreshi i Italisë), erede di quella numerosa popolazione di esuli che, a partire dal XV secolo, dovettero abbandonare l'Albania, l'Epiro, la Morea e altri territori albanesi dei Balcani a causa dell'avanzata dei turco-ottomani.
La storiografia ottocentesca riporta cronologicamente le varie migrazioni delle popolazioni albanesi di rito bizantino (allora detto "greco") che interessarono l'Italia, soprattutto quella meridionale e insulare, supponendo che la prima migrazione fosse avvenuta verso la Calabria nel 1399-1409 durante le lotte fra angioini ed aragonesi, in cui mercenari albanesi erano al soldo ora dell'uno ora dell'altro esercito.
La seconda migrazione, 1416-1441, era stata guidata da Demetrio Reres, al quale Il Magnanimo aveva concesso molti privilegi in Calabria e in Sicilia; la terza migrazione avvenne fra il 1470-1478, quando il principe di Kroja Giorgio Castriota Scanderbeg, fu chiamato in aiuto da Ferrante I d'Aragona nella lotta con Giovanni II d'Angiò ed ebbe territori nell'Italia meridionale.
La quarta migrazione avvenne negli ultimi decenni del XVI secolo, quando la caduta di Croia in mano ai turchi chiamò in Calabria numerosi albanesi, sotto la protezione della nipote di Scanderbeg, moglie di Pietro Antonio Sanseverino di Bisignano.
La quinta migrazione vi fu intorno al 1533-1534, quando molti albanesi abbandonarono le loro città, conquistate dai turchi, imbarcandosi sulle navi di Carlo V che li portarono nella capitale del regno napoletano, dalla quale molti furono trasferiti in Basilicata (in particolare a Melfi, Barile, Maschito, San Chirico Nuovo, Brindisi della Montagna), in Principato Ultra (a Greci), in Calabria (a San Benedetto Ullano), a Lipari e in altre sedi. Tuttavia la recente storiografia, supportata da nuovi documenti, ha disegnato un quadro più complesso e variegato degli insediamenti e delle motivazioni sottese al ripopolamento delle zone abitate da albanesi, oltre ad una biografia di condottieri e di alcuni soldati albanesi (i cosiddetti stradioti) sfrondata dagli elementi mitici. Gli stradioti furono al soldo anche di potenze diverse da quelle della realtà meridionale, come ad esempio quelli che agivano per conto della Repubblica di Venezia o dello Stato pontificio.

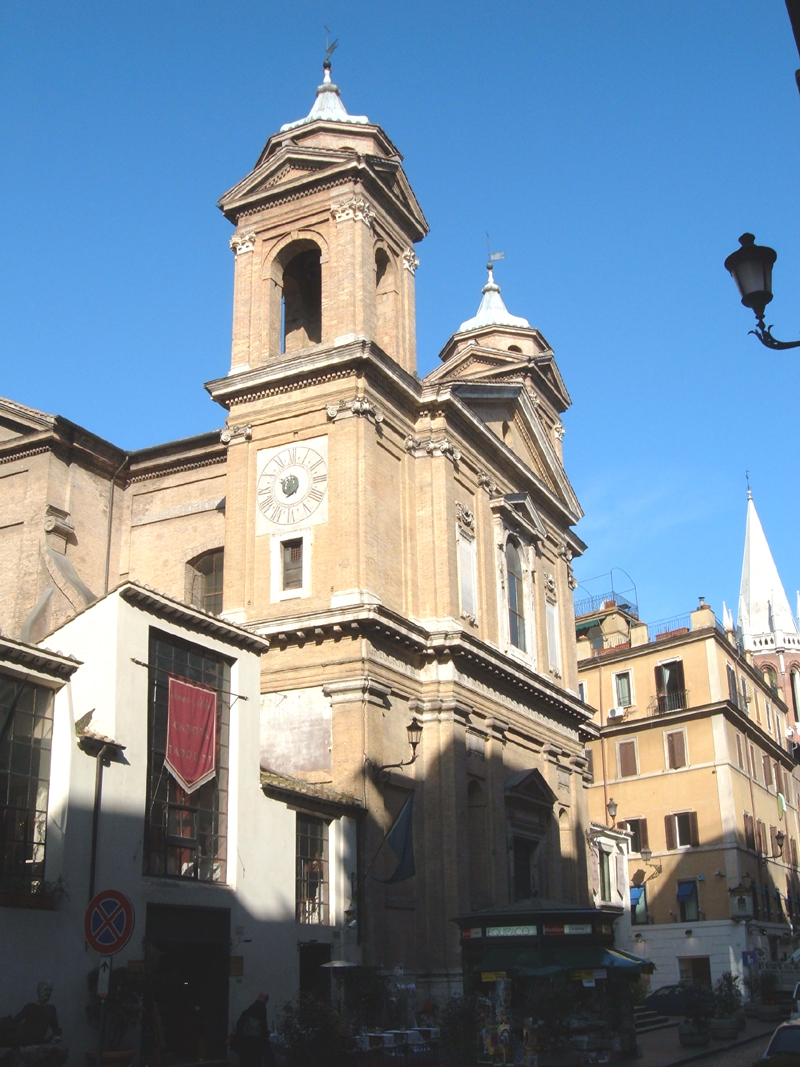
Il Pontificio collegio greco di Sant'Atanasio, a fianco della chiesa di Sant'Atanasio dei Greci a Roma (1583), istituita per la formazione del clero italo-albanese di "rito greco"

Gli albanesi mantennero te dheu i huaj (in terra straniera) la lingua albanese, il rito bizantino (e dunque restarono sottoposti alla giurisdizione dell'Arcidiocesi di Ocrida, nell'attuale Macedonia del Nord), gli usi e i costumi tradizionali nazionali. Le comunità di rito orientale, quindi, pur osservando le tradizioni proprie bizantine, erano unite all'obbedienza al pontefice. Grandi speranze, sulle possibilità di concordia fra rito "greco" e "latino", prima dell'arrivo degli albanesi in Italia, aveva acceso il Concilio di Firenze del 1439, dopo le parole di papa Eugenio IV (1431-1447):
Successivamente, papa Gregorio XIII (1572-1585), grazie all'istituzione della Congregatio pro reformatione in Italia, permise una progressiva regolamentazione del rito greco-bizantino in un processo che diede luogo a diffidenze ed incomprensioni reciproche.
Da più di cinque secoli e mezzo gli albanesi d'Italia preservano gelosamente ancora oggi la propria identità etnica, linguistica e religiosa, con un legame diretto e duraturo con la madrepatria Albania.
Tra i discendenti di queste migrazioni figurano importanti personalità, come: papa Clemente XI (eletto nel 1700), il Presidente del Consiglio Francesco Crispi, l’intellettuale Antonio Gramsci, i giuristi Costantino Mortati e Stefano Rodotà e il banchiere Enrico Cuccia.

### Emigrazione alla fine del XX secolo

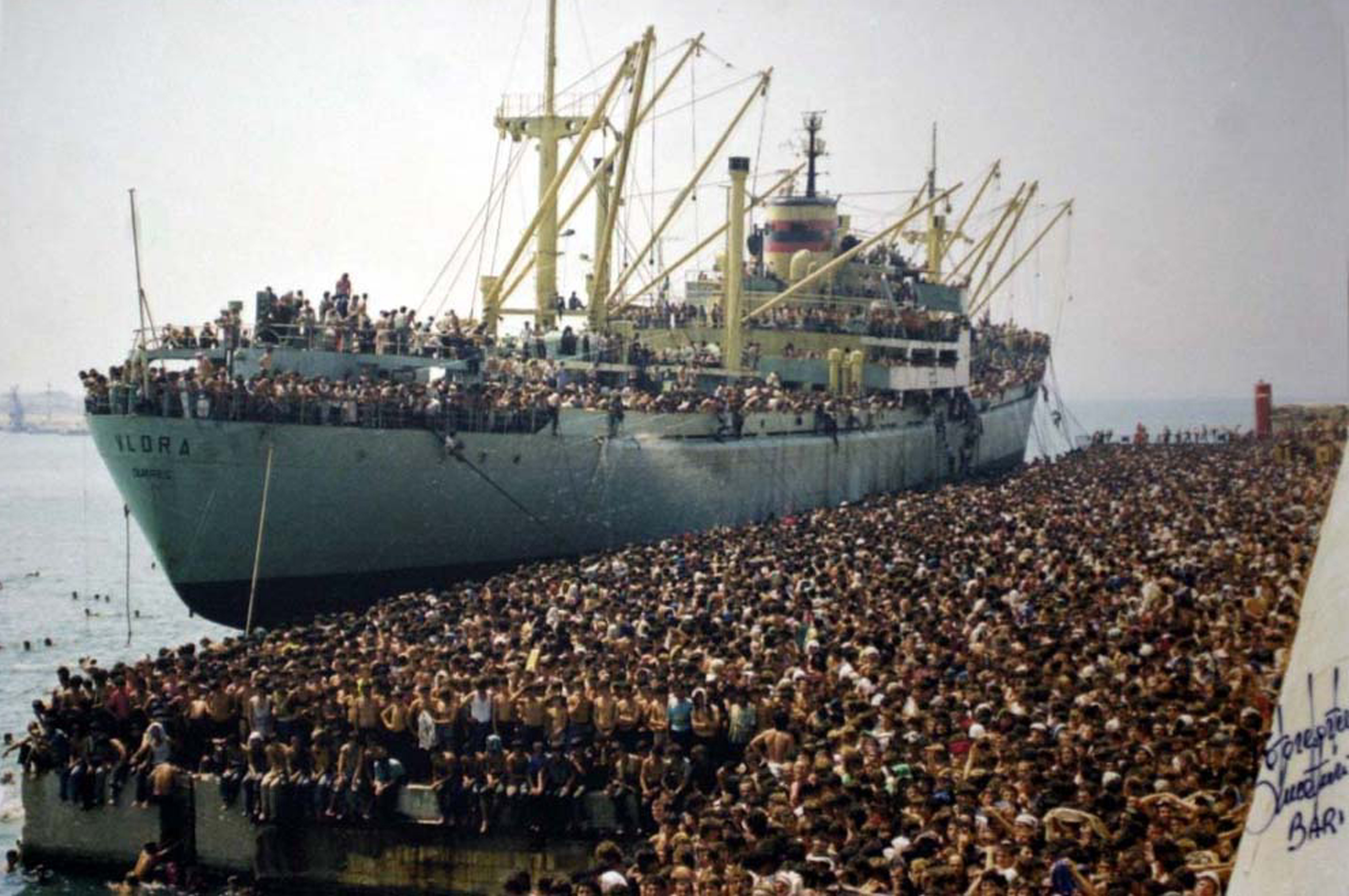
Profughi albanesi della nave Vlora in banchina a Bari l'8 agosto 1991

Diversi albanesi, in particolar modo studenti, religiosi e intellettuali, erano già residenti in Italia dal dopoguerra. Le emigrazioni fra le due sponde dell'Adriatico e dello Ionio ci sono sempre state; l'aspetto anomalo è stato il periodo del regime totalitario d'Albania, che ha chiuso quasi in modo ermetico i confini dell'Albania.
A partire dal 9 febbraio 1991, con la caduta del comunismo in Albania, oltre 10 000 persone, giunte da diverse parti dell'Albania, si ammassarono nel porto di Durazzo per emigrare in Italia in cerca di lavoro.
Il 7 marzo, nel giro di poche ore, ben 27 000 albanesi arrivarono a Brindisi, in quello che fu il primo arrivo di massa d'immigrati in Italia. Prima di allora, infatti, l'immigrazione in Italia era ancora un fenomeno marginale. Il secondo grande arrivo di massa avvenne l'8 agosto dello stesso anno, con l'attracco nel porto di Bari di un mercantile partito da Durazzo, il Vlora, con ventimila migranti a bordo.
L'Italia in primis costituiva per gli albanesi lo spazio di immaginaria libertà, che comportò prima gli sbarchi drammatici del 1991 e poi, con l'implosione dello stato nel 1997, il continuo sbarco e, infine, una modalità di emigrazione cambiata.
Discriminazione albanese dai media
A seguito del crollo degli schemi piramidali, nel 1997 scoppiò la guerra civile in Albania e il Paese si trovò in uno stato di violento caos e anarchia. Il deterioramento della situazione spinse la comunità internazionale, comprese le Nazioni Unite e i paesi vicini, come la stessa Italia, a intervenire e fornire assistenza umanitaria. Fu in questo contesto che, tra marzo e aprile 1997, si verificò un altro esodo verso l'Italia. 
Tuttavia, in quel periodo gli albanesi furono visti in generale da molti come una potenziale minaccia per l'Italia, non abituata a migrazioni verso il suo territorio. Ciò portò al rapido emergere della xenofobia e del razzismo contro il popolo albanese. 
La campagna anti-albanese in cui gli albanesi erano descritti come criminali e persone incivili arrivò poco dopo. In Italia si trasmettevano "Teledurazzo", trasmissione ironica pungente e talvolta denigratoria, e "Striscia la Berisha", sketch parodia di una inesistente edizione albanese del programma "Striscia la notizia", in cui gli uomini albanesi venivano dipinti come sporchi e bigotti, mentre le donne come prostitute. Nello stesso anno Irene Pivetti, ex deputata della Repubblica Italiana, si espresse così sul Corriere della Sera: "I profughi albanesi andrebbero ributtati a mare. E quando sparano alle nostre forze dell'ordine le loro navi andrebbero affondate". 
Il 28 marzo 1997 partì dal porto di Valona la motovedetta albanese Katër i Radës, carica di 142 migranti albanesi che cercavano rifugio in Italia. L'imbarcazione, secondo quanto inteso, fu intenzionalmente colpita e affondata da una corvetta della marina italiana. 81 persone morirono e 27 furono disperse, per un totale di 108 vittime, la maggior parte delle quali erano donne e bambini.

#### Rapportishqiptaro-arbëresh
Non sono mancati nei secoli, nonostante la distanza geografica, i rapporti culturali e religiosi fra albanesi d'Italia e d'Albania.
Con l'annessione dell'Albania al Regno d'Italia, diversi italo-albanesi si sono trasferiti in Albania come insegnanti, traduttori, politici o lavoratori di vario genere.

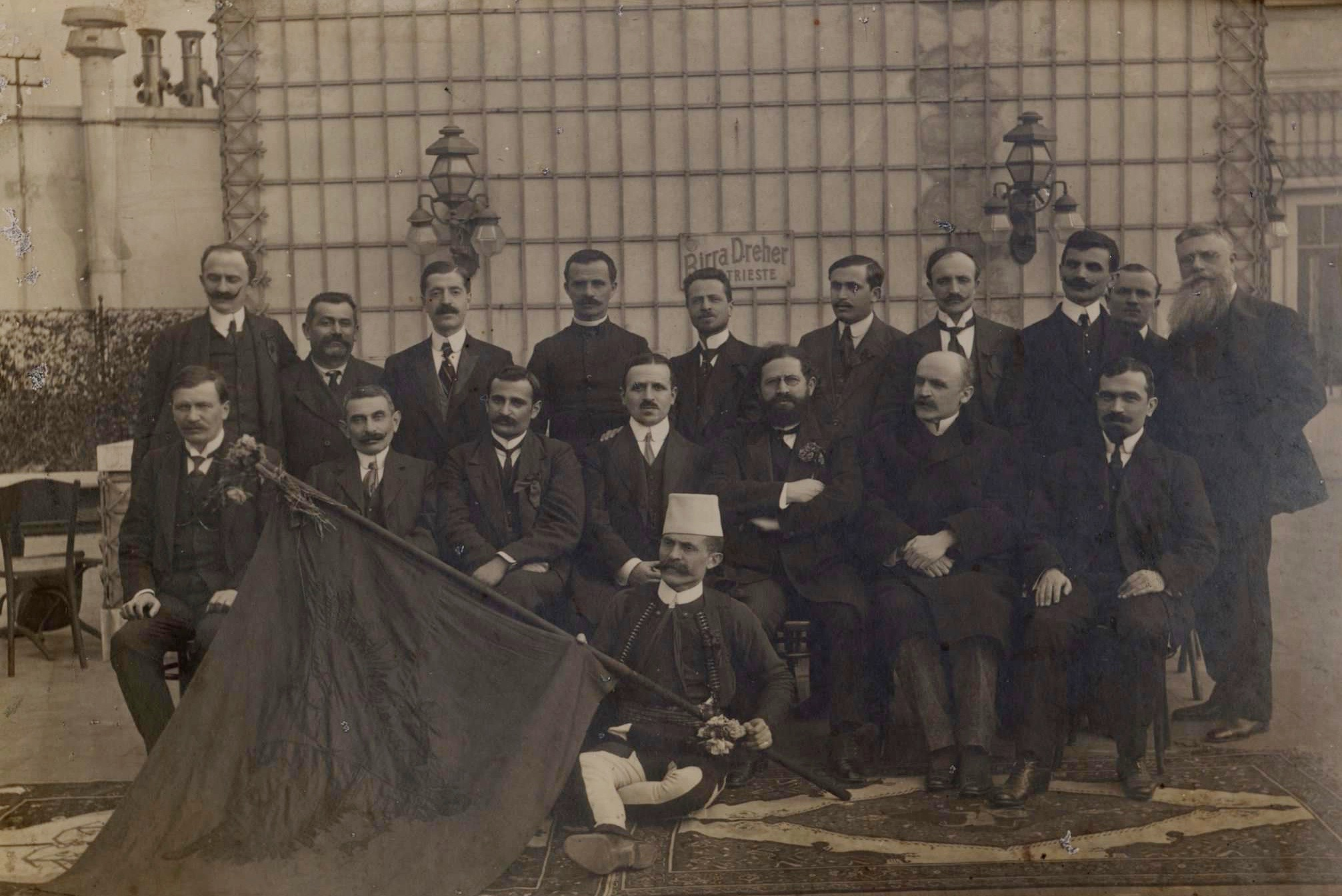
Congresso albanese di Trieste (1913) per l'indipendenza dell'Albania. Fra i partecipanti erano inclusi rappresentanti italo-albanesi.

Pur col regime comunista albanese, vi è stato con gli anni '80 un qualche contatto fra le due sponde dell'Adriatico e dello Ionio, grazie soprattutto ai media.
Fu col primo sbarco albanese del 1991 che i comuni albanesi d'Italia (arbëreshë) di varie regioni si fecero avanti in aiuto dei profughi, considerati fratelli, e, in nome di questa antica fratellanza, li accolsero in grande numero nei loro centri.
Gli arbëreshë divennero così naturali punti di riferimento per gli albanesi shqiptarë immigrati in quegli anni, i quali potevano parlare la propria lingua con i locali, convivendo e bene integrandosi nel tessuto sociale di queste storiche comunità d'Albania. Gli aiuti delle associazioni e della Chiesa cattolica italo-albanese, in nome di una comune origine, furono costanti e duraturi riguardo all'emergenza umanitaria, anche nel caso più recente degli albanesi del Kosovo colpiti dalla guerra.
La florida comunità albanese d'Albania di recentissima immigrazione si è così integrata e convive perfettamente nel tessuto sociale di numerosi centri italo-albanesi, con la creazione di una comunità di arbëreshë che raccoglie al suo interno un nucleo radicato di shqiptarë.
Con continuità si registra oggi un sempre maggiore scambio fra arbëreshë e shqiptarë, derivato dalla possibilità di viaggiare con più facilità in Italia e Albania e dai nuovi media di comunicazione.

### Gli albanesi in Italia oggi
Gli immigrati albanesi in Italia sono più presenti nel settore industriale (46,1%), mentre è sempre più in crescita la presenza nel settore dei servizi (44,7%) e nel settore agricolo (9,2%).
Negli ultimi anni c'è stata una crescita costante degli imprenditori albanesi in Italia: nel 2020 gli imprenditori albanesi in Italia erano 49.748 (circa il 12% sul totale degli immigrati albanesi e circa l'1% del totale degli imprenditori), un dato che conferma la forte vocazione imprenditoriale degli albanesi, al quale interno di questo numero cresce il numero delle donne imprenditrici.
Ci sono problematiche irrisolte: molti cittadini albanesi non riescono a totalizzare i periodi contributivi di lavoro in Albania e in Italia, non potendo di conseguenza andare in pensione, pur avendo svolto anni di onesto lavoro. 
Rimane la questione della presenza di minori non accompagnati, e l'Albania è tra i primi paesi rappresentanti per l'Italia con la presenza di questi minori (8,7%), indice di un problema sociale non risolto.
In questi ultimi trent'anni l'Albania ha fatto passi da gigante anche verso l'integrazione europea, ciò nonostante rimangono alcune problematiche sociali, e per questo motivo molti giovani cercano di emigrare tutt'oggi all'estero, soprattutto in Italia. Nonostante la comunità albanese sia oggi molto radicata, in seguito alla crescita economica dell'Albania e alla crisi economica in Italia diversi albanesi, soprattutto gli stessi giovani che prima erano espatriati, hanno deciso di ritornare in Albania. Nel 2013 sono stati 2 000, il 23% in più rispetto all'anno precedente, e il numero è in continua crescita.

## Società
Diverse sono le associazioni culturali albanesi nate ed attive dagli ultimi decenni in Italia.
Storicamente, vicino alla chiesa di San Maurizio a Venezia, fu fondata nel 1442 e costruita nel 1489 la Scuola degli Albanesi (Shkolla Arbërore), edificio che fu sede delle scuole di mestiere e di devozione della città dove si riunivano quanti nazionali albanesi si trovavano di passaggio o erano residenti nella città.

### Lingua
Gli albanesi sono organizzati in numerosi centri culturali. All'interno di tali centri vengono svolti corsi di lingua albanese per i più giovani, a favore in particolare delle generazioni nate in Italia.
Generalmente la lingua albanese, elemento fondante l'identità degli albanesi, è mantenuta e tramandata in ambito familiare, spesso anche solo oralmente, come gli arbëreshë. A differenza da questi ultimi, però, venendo a mancare spesso un gruppo ben unito e una comunità fisica, l'assimilazione può avvenire meno facilmente. In ogni modo gli albanesi di nuova immigrazione in Italia continuano a parlare la propria lingua nella sfera di parentela.
Esistono luoghi di aggregazione, oltre ai centri culturali, come associazioni e biblioteche autogestite, dove si parla in lingua albanese.
La messa cattolica di rito latino viene celebrata in lingua albanese nelle chiese di Santa Maria a Campi Bisenzio, vicino a Firenze, a Pistoia, a Trieste e nella chiesa di San Giovanni della Malva in Trastevere di Roma, chiesa nazionale albanese.

### Religione

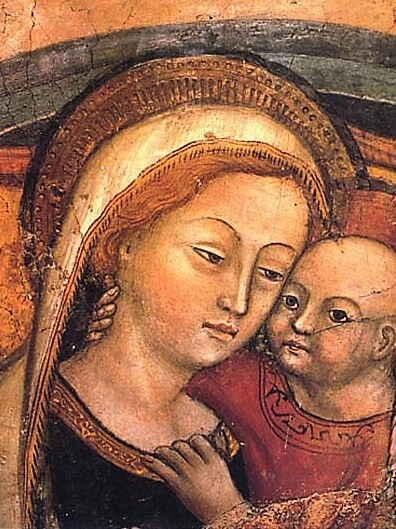
Icona della Madre del Buon Consiglio, miracolosamente rinvenuta nel '400 a Genazzano durante l'assedio dei Turchi-Ottomani della città di Scutari

Tra gli albanesi sono diffusi soprattutto il cristianesimo cattolico (di rito latino e bizantino) e ortodosso, e l'islam sunnita e la confraternita islamica bektashi, di derivazione sufi, che dal 2021 ha un proprio luogo di culto (teqeja) a Capena (RM) e l'irreligiosità.
A seguito del Concilio di Basilea, Ferrara e Firenze gli albanesi, eliminando di fatto il Grande Scisma cristiano tra Oriente e Occidente, mantennero il rito orientale in comunione con la Santa Sede. Questi albanesi una volta migrati esuli in Italia a causa dell'Impero ottomano, dopo i lunghi decenni vittoriosi con Giorgio Castriota Scanderbeg, portarono con sé questa tradizione conciliare, che perdura tuttora: gli italo-albanesi difatti sono cattolici di rito bizantino (in passato fu detto "rito greco") e, pur conservando struttura, disciplina, tradizioni e liturgia propria, come praticato dalla Chiesa ortodossa, riconoscono il primato papale. Per qualche tempo dopo il loro arrivo gli albanesi furono affidati a vari metropoliti, nominati dall'arcivescovo albanese di Ocrida, con il consenso del Papa.
Presso il santuario della Madre del Buon Consiglio a Genazzano, nel Lazio, è custodita la sacra immagine raffigurante la "Madonna ed il Bambino Gesù", meta sin dal XV sec. di numerosi pellegrini poiché, miracolosamente, essa si staccò da un affresco della chiesa di Scutari durante l'assedio dei turchi-ottomani.
Fuori dall'Arbëria esistono storicamente chiese e monasteri legati agli albanesi d'Italia dove si sono recati storicamente religiosi albanesi d'Albania: la Chiesa di Sant'Atanasio detta dei "Greci" a Roma e il contiguo Pontificio collegio greco di Sant'Atanasio, nati proprio per la formazione del clero italo-albanese di rito greco-bizantino del sud Italia, dove ancora oggi si recano i giovani studenti arbëreshë per formarsi come futuri sacerdoti di rito orientale delle proprie eparchie della Chiesa Italo-Albanese (Eparchia di Lungro ed Eparchia di Piana degli Albanesi). L'Abbazia territoriale di Santa Maria di Grottaferrata (RM) nel Lazio è parte della Chiesa greco-cattolica Italo-Albanese, i cui monaci di rito bizantino sono provenienti in gran parte dalle comunità italo-albanesi. Nel Monastero di Grottaferrata, dopo gli studi al Collegio Greco di Roma, si formò il martire e beato della Chiesa greco-cattolica albanese Papa Josif Papamihali (1912 – 1948).

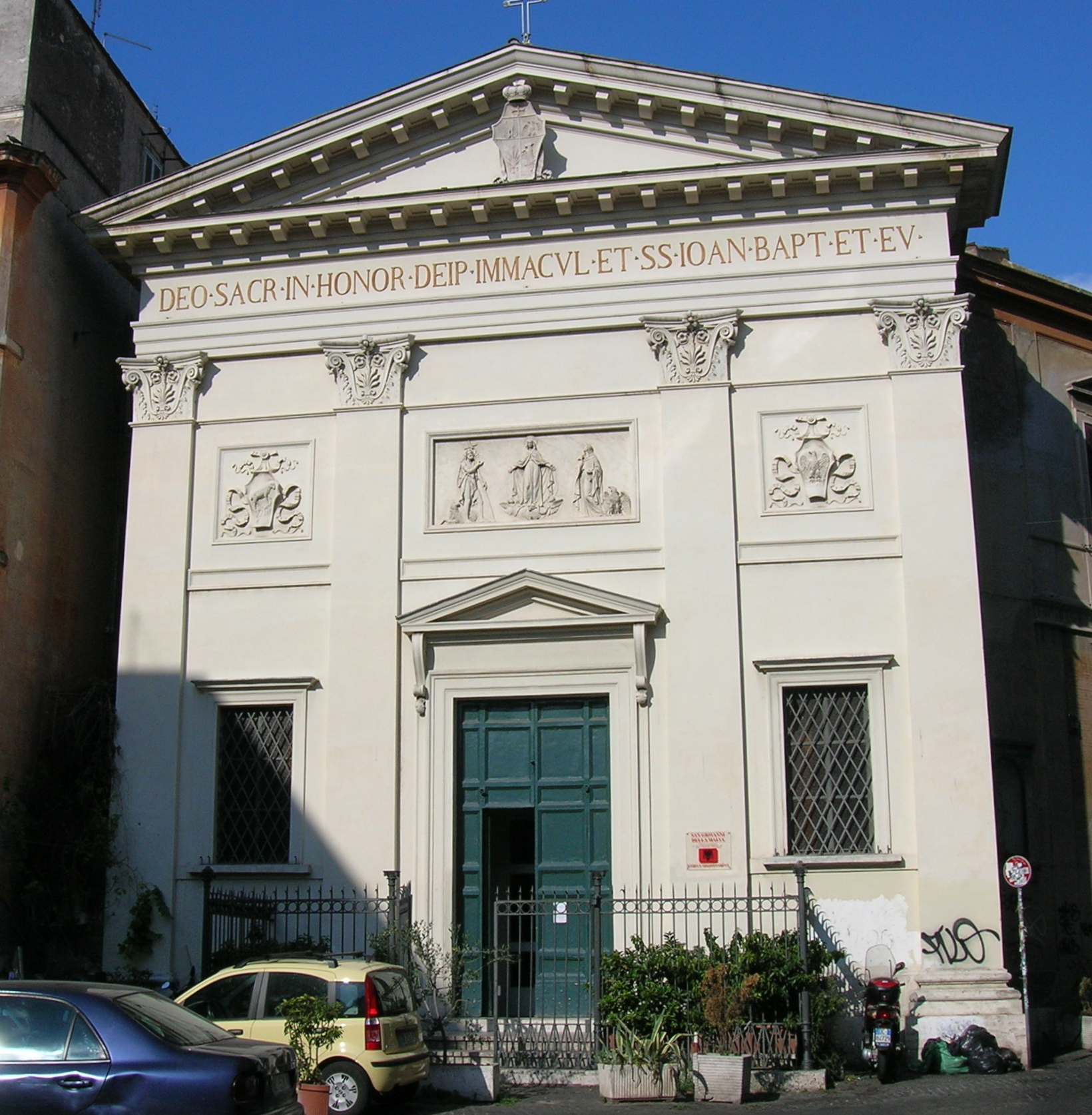
Chiesa di San Giovanni della Malva in Trastevere, chiesa nazionale albanese a Roma

I due Seminari "nazionali", il "Collegio Italo-Albanese Corsini" di San Benedetto Ullano (1732), poi "Collegio Italo-Albanese Sant'Adriano" di San Demetrio Corone (1794), e il "Seminario Italo-Albanese" di Palermo (1734), poi "Seminario Eparchiale Italo-Albanese" di Piana degli Albanesi (1945), formarono una importante classe intellettuale ecclesiastica e sociale per gli albanesi d'Italia, mantenendo e coltivando la fede e la lingua dei padri ed esportando ricerca e letteratura nella stessa Albania, nonché nei Balcani ed in Europa.
Numerose sono le parrocchie di rito bizantino nelle città italiane dove sono immigrati negli anni gli arbëreshë e dove spesso si aggregano gli shqiptarë cristiani di fede cattolica o ortodossa: a Torino la Chiesa di San Michele, a Bari la Chiesa di San Giovanni Crisostomo, a Lecce la Chiesa di San Niccolò dei Greci, a Cosenza la Chiesa del SS.mo Salvatore, a Palermo la parrocchia di San Nicolò dei Greci alla Martorana; già precedentemente presenti a Milano (Chiesa di San Sepolcro), Livorno (Chiesa della Santissima Annunziata), Napoli (Chiesa dei Santi Pietro e Paolo dei Greci), Messina (Chiesa di Santa Maria del Graffeo, Archimandritato del Santissimo Salvatore e San Nicolò dei Greci), Venezia (Chiesa di San Giorgio dei Greci), Cargèse in Corsica (San Spiridione), La Valletta a Malta (Madonna di Damasco).
Ad ospitare la comunità etnica albanese di nuova immigrazione in Italia è, pertanto, la chiesa di San Giovanni della Malva in Trastevere, situata nel cuore di Roma.

## Economia
Integrate nel tessuto lavorativo del Paese, esistono numerose attività di gestione albanese, dal settore primario al settore secondario, sino a passare al terziario.
Esistono ristoranti tipici e agriturismi che si riallacciano con la cucina e le tradizioni culinarie d'Albania.